# Live (album Illusion)
Live – drugi album koncertowy polskiej grupy muzycznej Illusion.

## Lista utworów
Źródło:.

CD
1. „Fame”
2. „Adubi”
3. „Big Black Hole”
4. „Vendetta”
5. „Pan Nikt”
6. „To co ma nadejść”
7. „Again”
8. „Keff”
9. „Błazen”
10. „Solą w oku”
11. „Tron”
12. „Little Bit Faster”
13. „How Many Times”
14. „Skoczny”
15. „Trzy ptaki”
16. „Nóż”
17. „Wojtek”
18. „Na luzie”
19. „140”
20. „Tylko”

DVD
1. „Fame”
2. „Adubi”
3. „Big Black Hole”
4. „Vendetta”
5. „Pan Nikt”
6. „To co ma nadejść”
7. „Again”
8. „Solą w oku”
9. „Tron”
10. „Skoczny”
11. „Nóż”
12. „Wojtek”
13. „Na luzie”
14. „140”
15. „Tylko”

## Twórcy
Źródło:.
- Paweł Herbasch – perkusja
- Tomasz Lipnicki – gitara, śpiew
- Jerzy Rutkowski – gitara
- Jarosław Śmigiel – gitara basowa

oraz
- Grzegorz Guziński – śpiew (1, 17)